# Silvanno Salles
Silvano dos Santos Reis, conhecido pelo nome artístico de Silvanno Salles (Simões Filho, 9 de janeiro de 1980) é um cantor brasileiro, considerado um dos pioneiros do ritmo arrocha, originado na Bahia e que se espalhou para o país, ao lado de Ademir Marques, Lairton e seus Teclados, Márcio Moreno, Pablo e Nara Costa. É chamado popularmente de "cantor apaixonado" ou "rei do arrocha".

## Biografia
Nascido de uma família pobre, chegou a passar fome quando criança e a trabalhar como feirante antes de iniciar a carreira musical.
Atuou, no começo da carreira, nos grupos Estilos Modernos e Brisa da Noite até iniciar a carreira solo no ano de 2001, cantando arrocha, estilo no qual lançou mais de quinze CDs e dois DVDs até o ano de 2014. Atuou em parceria com vários artistas como o cantor brega Amado Batista, a dupla Bruno e Marrone, a cantora Ivete Sangalo, Carlinhos Brown e outros.
Durante a pandemia de Covid-19, com a interrupção dos shows, abriu um bar em Salvador.
Em 2024 o cantor teve programada sua primeira turnê internacional, na Europa, com show em abril em Lisboa.